# 1273 w polityce

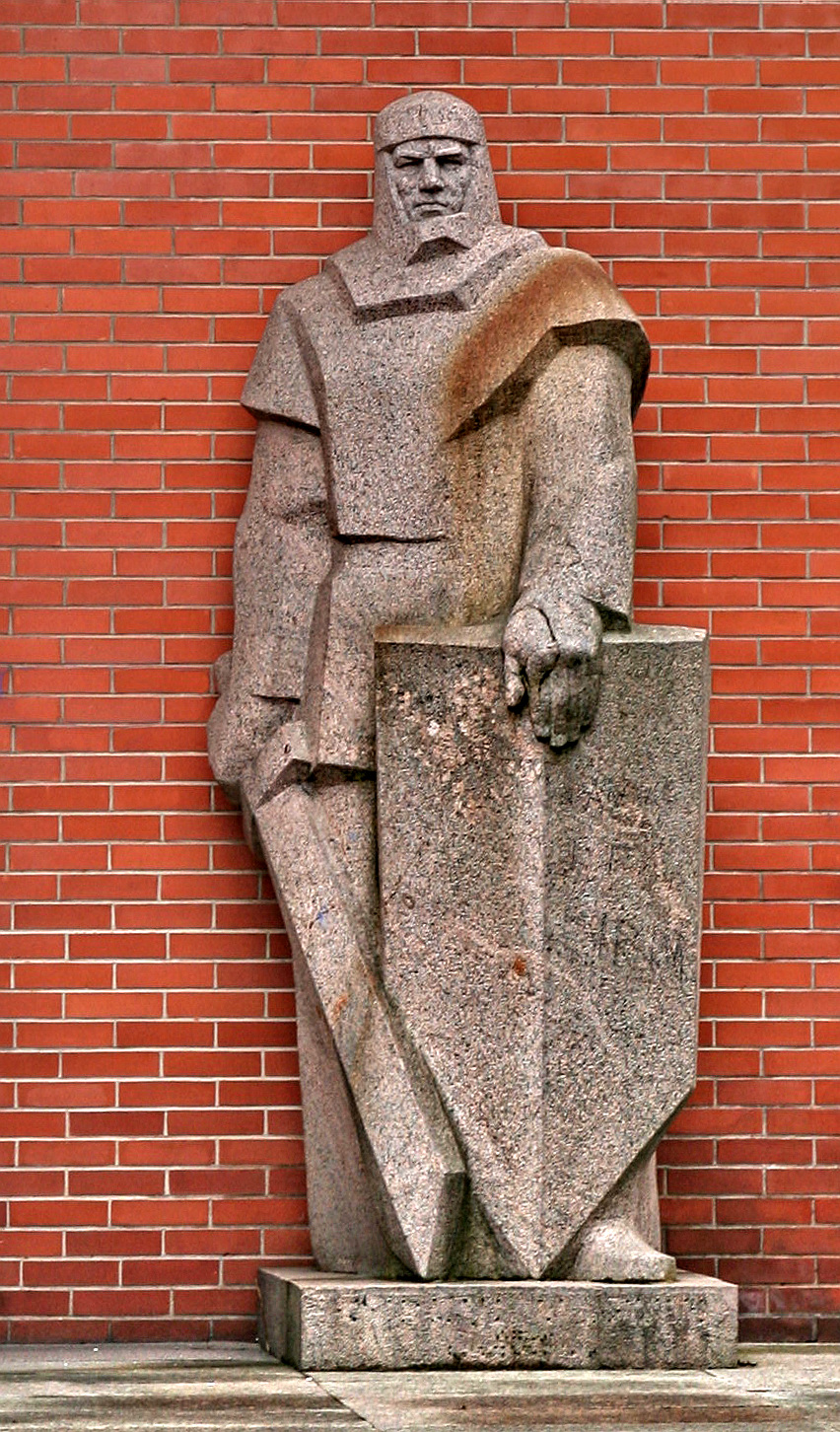
Herkus Monte

Wydarzenia polityczne w 1273 roku.

## Wydarzenia
- Mściwoj II zawarł pokój z Brandenburczykami, uznając ich prawa w ziemi słupskiej i sławieńskiej[1].
- 29 grudnia Rudolf I Habsburg został królem Niemiec, koniec Wielkiego bezkrólewia[2][3][4][5].

## Zmarli
- Herkus Monte, przywódca pruski[6].